# Stefana Veljković
Stefana Veljković est une joueuse de volley-ball serbe née le 9 janvier 1990 à Jagodina. Elle mesure 1,91 m et joue au poste de centrale. Elle totalise 153 sélections en équipe de Serbie.

## Clubs
| Club                 | De        | À         |
| -------------------- | --------- | --------- |
| OK Jagodina          | 2001-2002 | 2003-2004 |
| Postar 064 Belgrade  | 2004-2005 | 2007-2008 |
| Étoile Rouge         | 2008-2009 | 2009-2010 |
| Asystel Volley       | 2010-2011 | 2011-2012 |
| Asystel MC Carnaghi  | 2012-2013 | 2012-2013 |
| Galatasaray İstanbul | 2013-2014 | 2013-2014 |
| KPS Chemik Police    | 2014-2015 | 2017-2018 |
| AGIL Volley          | 2018-2019 | …         |

## Palmarès

### Équipe nationale
- Jeux olympiques
  -  2016 à Rio de Janeiro.
- Championnat du monde
  - Vainqueur : 2018.
- Championnat d'Europe
  - Vainqueur : 2017, 2019.
- Coupe du monde
  - Finaliste : 2015.
- Ligue européenne
  - Vainqueur : 2010.
- Championnat d'Europe des moins de 18 ans
  - Finaliste : 2007.

### Clubs
- Ligue des champions
  - Vainqueur :2019.
- Coupe de la CEV
  - Finaliste : 2010
- Championnat de Serbie-et-Monténégro
  - Vainqueur: 2006.
- Championnat de Serbie
  - Vainqueur: 2007, 2008, 2010.
  - Finaliste : 2009.
- Coupe de Serbie-et-Monténégro
  - Vainqueur : 2005, 2006
- Coupe de Serbie
  - Vainqueur : 2007, 2008, 2010.
  - Finaliste : 2009.
- Championnat d'Italie
  - Finaliste : 2019.
- Coupe d'Italie
  - Vainqueur : 2019.
  - Finaliste : 2013.
- Supercoupe d'Italie
  - Finaliste : 2012, 2018, 2019.
- Championnat de Pologne
  - Vainqueur : 2015, 2016, 2017, 2018.
- Coupe de Pologne
  - Vainqueur : 2016, 2017.
  - Finaliste : 2015.
- Supercoupe de Pologne
  - Vainqueur :2014, 2015
  - Finaliste : 2017.

### Distinctions individuelles
- Championnat d'Europe féminin de volley-ball des moins de 18 ans 2007: MVP.
- Coupe de la CEV féminine 2009-2010: Meilleure serveuse.
- Championnat d'Europe de volley-ball féminin 2017: Meilleure centrale[2].